# サイゴン中央郵便局

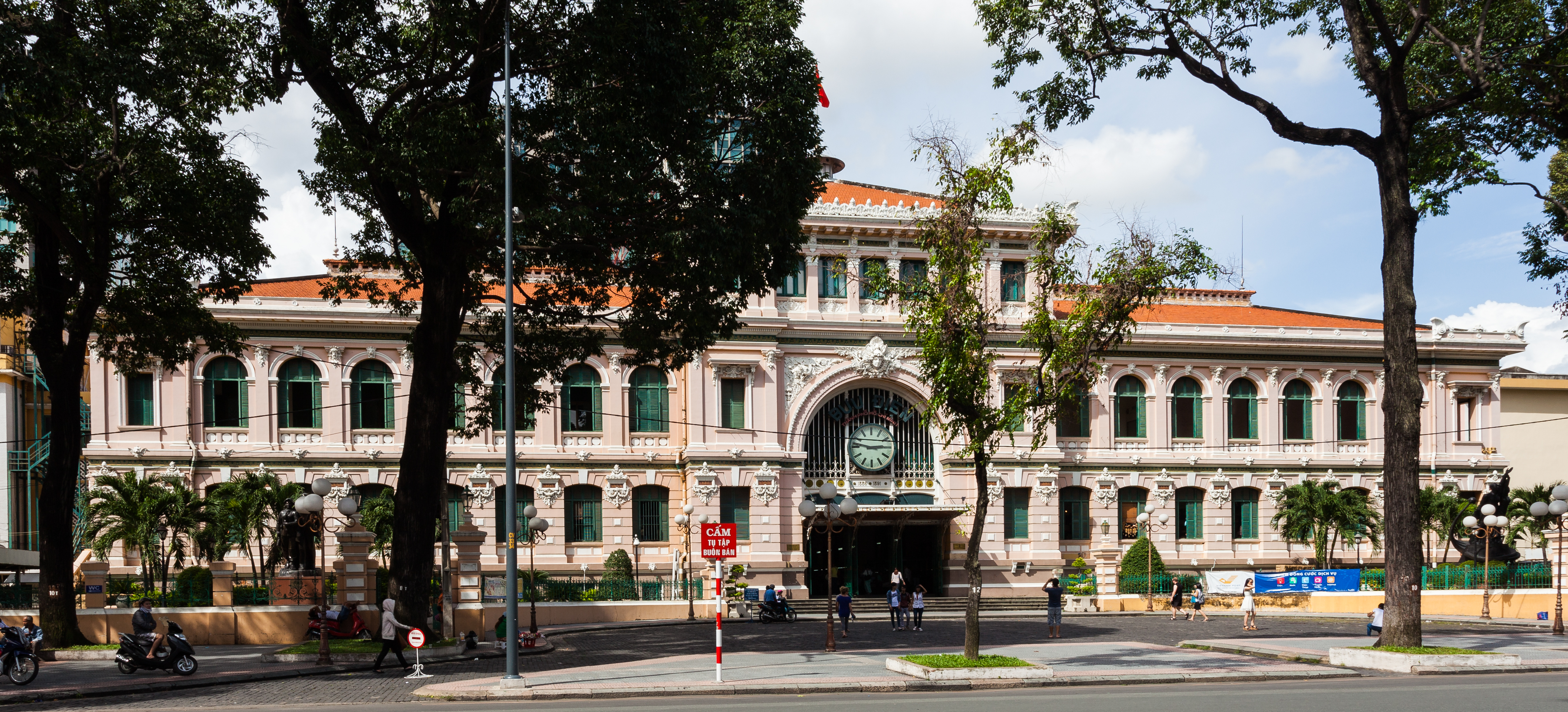
郵便局正面

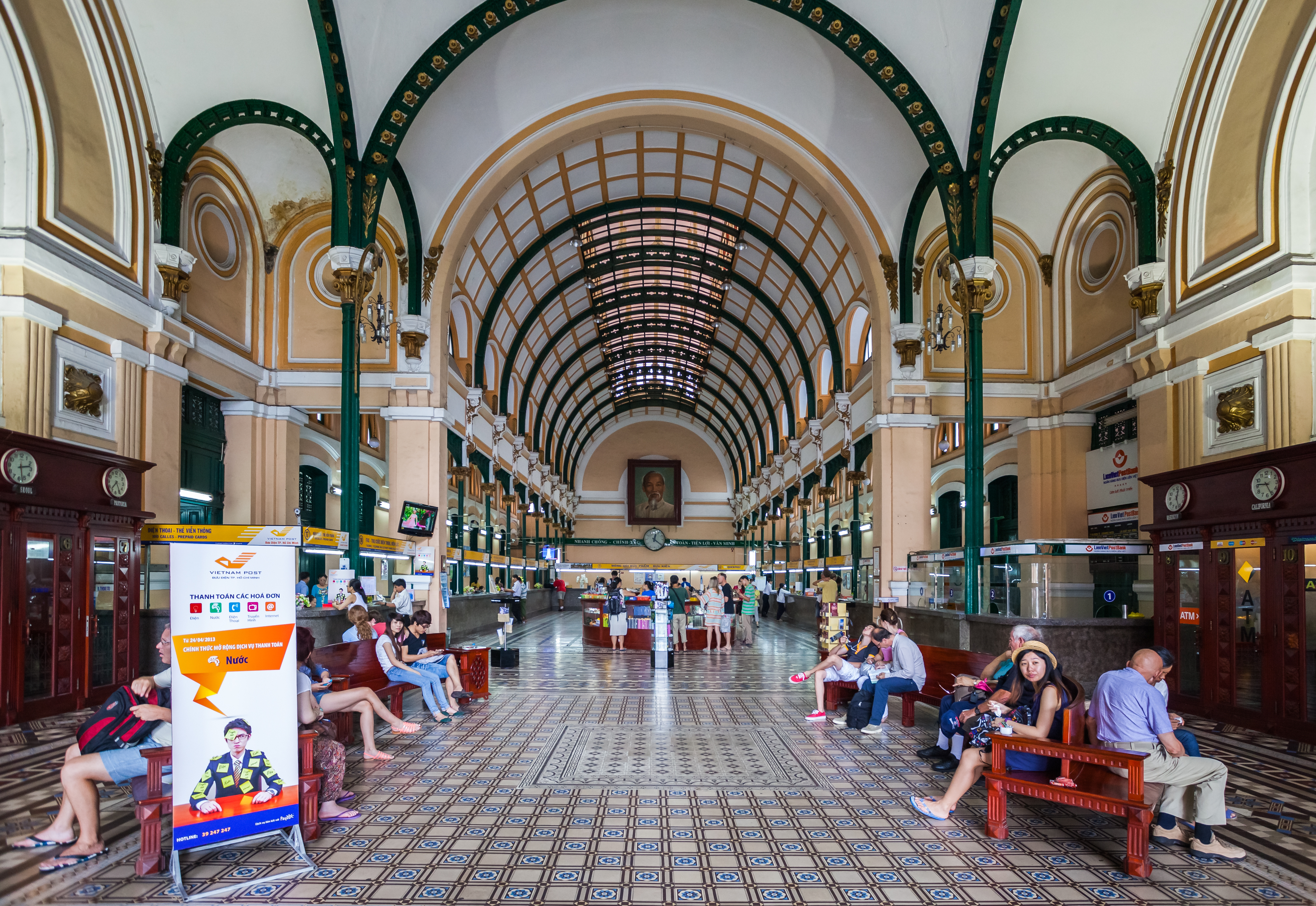
局内の様子

サイゴン中央郵便局（サイゴンちゅうおうゆうびんきょく、ベトナム語：Bưu điện Trung tâm Sài Gòn / 郵電中心柴棍）は、ベトナムのホーチミン市1区にある郵便局。

## 歴史
1886年に建設を開始し、1891年に当時のフランス領インドシナの郵便・電信施設として完成した。鉄骨設計はギュスターヴ・エッフェルが手がけた。パリのオルセー美術館(当時駅舎)をモデルにしたといわれる。

## 現在
2013年現在でも通常の郵便・通信業務を行っており、コロニアルスタイルの観光名所としても著名である。建物中心ホールの中央部および建物両翼は観光客相手のみやげ物売り場となっているが、ホール外周のカウンターでは現在でも郵便をはじめとして各種通信・金融サービスカウンターが並び、国際電話用の電話ボックスやそれを模したATMが設置されている。